# Crespinell anual
Sedum annuum (Crespinell anual) és una planta de la família de les Crassulaceae.

## Descripció
Sedum annuum és una petita planta herbàcia caducifòlia sense tiges estèrils. La tija fa uns 5-15 cm d'alçada, està ramificada des de la base i sovint tacada de vermell. Les fulles són alternes, carnoses, subcilíndriques, estan disposades ± laxament i presenten un esperó blanquinós basal. Les flors es disposen en cimes laxes que s'allarguen cap a la maduresa. Els pètals són grocs, lanceolats i aguts. El fruit és un conjunt de fol·licles patents que es distribueixen en forma d'estrella.

## Distribució i hàbitat
Té una distribució boreoalpina on colonitza sòls pedregosos superficials sobre substrat silici, sobretot en el pis subalpí.

## Taxonomia
Sedum annuum va ser descrita per Carl von Linné i publicat a Species Plantarum, vol. 1, p. 432 en 1753.
Etimologia
Sedum: nom genèric, simple transposició del llatí sedum-i-nom llatí de l'Aizoon d'origen Grec ( άείξωον) - que en èpoques romanes designava determinades Crassulaceae ( Sempervivum tectorum,  Sedum album i Sedum acre), i descrit per Plini el Vellen el seu Hist. Nat, 18, 159.
annuum: epítet llatí que significa "anual".
Sinonímia
- Etiosedum annuum (L.) Á.Löve i D.Löve
- Sedum oederi Retz.
- Sedum rupestre Oeder
- Sedum zollikoferi F.Herm. i Stef.[7][8]